# Glipidiomorpha
Glipidiomorpha là một chi bọ cánh cứng trong họ Mordellidae.
Chi này được miêu tả khoa học năm 1952 bởi Franciscolo.

## Các loài
Chi này gồm các loài:
- Glipidiomorpha astrolabii Franciscolo, 1952
- Glipidiomorpha atraterga Lu & Fan, 2000
- Glipidiomorpha burgeoni (Pic, 1929)
- Glipidiomorpha curticauda Ermisch, 1968
- Glipidiomorpha fahraei (Maeklin, 1875)
- Glipidiomorpha ideodorsalis Franciscolo, 1955
- Glipidiomorpha intermedia Franciscolo, 1955
- Glipidiomorpha kuatunensis Ermisch, 1968
- Glipidiomorpha leucozona Franciscolo, 1952
- Glipidiomorpha obsoleta Franciscolo, 1955
- Glipidiomorpha poggii Franciscolo, 2001
- Glipidiomorpha rhodesiensis Franciscolo, 1955
- Glipidiomorpha riesei Franciscolo, 2001
- Glipidiomorpha rufiterga Lu & Fan, 2000
- Glipidiomorpha rufobrunneipennis Ermisch, 1968
- Glipidiomorpha septentrionalis Franciscolo, 1994
- Glipidiomorpha testaceicornis Ermisch, 1955